# Aname villosa
Aname villosa là một loài nhện trong họ Nemesiidae.
Aname villosa được miêu tả năm 1918 bởi Rainbow & Pulleine.